# Battaglia di Carrizal
La battaglia di Carrizal fu combattuta il 21 giugno 1916. Si trattò del maggior scontro armato tra le truppe dell'Esercito degli Stati Uniti inviate in Messico per inseguire Pancho Villa e comandate dal generale John Pershing e le truppe carranziste federali messicane e avvenne nella città di Carrizal nello stato messicano del Chihuahua.
La battaglia ebbe come risultato un'inaspettata sconfitta statunitense, ottenuta però a caro prezzo dai messicani, che aumentò il nazionalismo messicano nel nord della Nazione ma che inasprì le relazioni tra i due Paesi, fino quasi a sfiorare la guerra diretta.

## Contesto strategico
Dopo l'attacco a sorpresa di Pancho Villa alla città di Columbus, nel Nuovo Messico il 9 marzo 1916, il presidente statunitense Thomas Woodrow Wilson ordinò al generale John Pershing, comandante della piazza di El Paso, Texas, di condurre una spedizione punitiva in Messico, che iniziò il 14 marzo, per catturare e processare Villa per questo suo vile attacco.
Il presidente messicano Venustiano Carranza, nemico di Villa, si oppose a questa spedizione e proibì alle truppe statunitensi di avanzare in qualunque direzione, eccetto il nord, nel territorio nazionale messicano, e di conseguenza il generale Jacinto B. Treviño mandò un telegramma al generale Pershing avvertendolo che se avesse violato questa disposizione presidenziale, le truppe federali messicane avrebbero iniziato la difesa armata. Tuttavia Pershing rispose che avrebbe continuato la sua avanzata.

## Battaglia
Il 18 giugno 1916 le truppe statunitensi iniziarono a marciare verso Villa Ahumada nel Chihuahua. Pershing fu informato che Pancho Villa sarebbe potuto essere stato catturato nella città di Carrizal, a ovest di Villa Ahumada. Per questo inviò i capitani Charles Trumbull Boyd e Morey con le compagnie C e K del 10th Cavalry Regiment, ma essi furono fermati dalle truppe dell'esercito costituzionale federale, guidate dal generale Félix Uresti Gómez e non dai Villisti.
Gli statunitensi continuarono a essere avvertiti dall'Esercito messicano. Tuttavia Boyd preparò lo stesso i suoi uomini allo scontro. Gómez a quel punto dette l'ordine di aprire il fuoco ma già all'inizio della battaglia fu ferito a morte e lasciò il comando al tenente colonnello Rivas. Anche Boyd fu ucciso poco dopo mentre il capitano Morey fu ferito. Anche un altro ufficiale di cavalleria, Henry R. Adair, fu ucciso dai messicani.
Secondo le cronache Villa osservò da lontano i suoi due nemici (gli statunitensi e i costituzionalisti federali) combattersi tra di loro.
La battaglia durò circa tre ore. Nella battaglia morirono, esclusi Boyd e Adair, altri 48 uomini e 24 furono fatti prigionieri. I feriti furono 39, incluso Morey. I messicani invece subirono 27 morti, incluso il generale Gómez.

## Conseguenze
Alla notizia dei fatti di Carrizal, Pershing s'infuriò e chiese al presidente Wilson il permesso di attaccare il presidio Carranzista a Chihuahua. Wilson, temendo che l'attacco avrebbe provocato una guerra su vasta scala con il Messico, rifiutò. 
La battaglia di Carrizal segnò la fine effettiva della Spedizione messicana. Pancho Villa sopravvisse e i piccoli "raid' sul suolo statunitense continuarono fino a che la spedizione rimase in Messico. Per il progressivo deterioramento delle relazioni tedesco-americane mentre infuriava la prima guerra mondiale in Europa, si voleva evitare qualsiasi escalation nel fronte messicano (il Messico era allora partner economico di prim'ordine con l'Impero tedesco) e per questo le trattative per una soluzione diplomatica agli incidenti di frontiera continuarono.
La battaglia ebbe un grande ruolo nel far crescere il nazionalismo messicano nel nord del Paese e spesso è stata rappresentata come momento di rivalsa della debole Nazione messicana contro l'imperialismo statunitense.

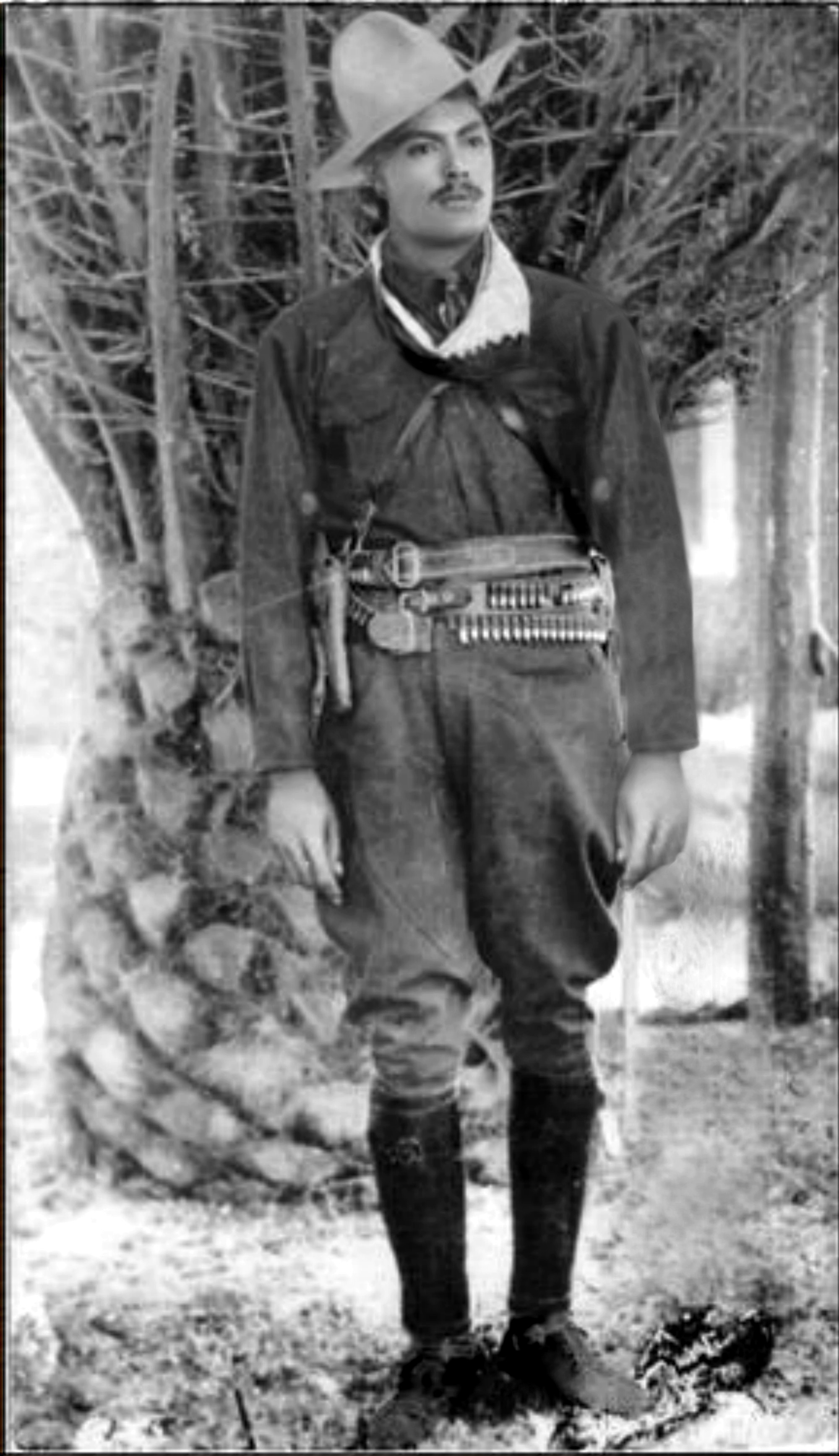
Il generale Félix U. Gómez

## Eredità
- Il tenente colonnello Henry Rodney Adair fu ucciso in questa battaglia. Durante la seconda guerra mondiale Camp Adair fu costruito nella Willamette Valley in Oregon come struttura di addestramento militare in onore del suo servizio.[6]
- La Battaglia di Carrizal fu raffigurata in modo prominente nel trama del race movie del 1917, A Trooper of Troop K.